# 横山保
横山 保（よこやま たもつ、1909年（明治42年）8月11日 - 1981年（昭和56年）3月）は、日本の海軍軍人、航空自衛官。海兵59期。最終階級は海軍で中佐、空自で空将補。

## 経歴
1909年8月11日、神奈川県横須賀市で海軍軍人の次男として生まれる。横須賀中学校を経て、1928年4月、海軍兵学校に59期生として入校。1931年11月7日兵学校を卒業。1934年11月、第26期飛行学生拝命。1935年7月、同課程修了、戦闘機搭乗員となる。1936年11月、佐伯空。
1937年2月、大分空分隊長。7月、支那事変の勃発に伴い、十三空分隊長として上海の公大飛行場に着任。哨戒任務を行う。9月19日、南京の中国空軍機殲滅を目的とした南京第一次空襲に第1大隊（制空隊、九六式艦戦13機）第3中隊長として参加。滑走路が悪路だったため離陸に失敗、予備機に乗り換えて出撃した。敵機との初戦闘を行い、不確実1機撃墜。また当初計画では高橋赫一大尉指揮の9月20日の第三次空襲にも援護隊指揮で参加の予定だったが、艦爆隊第2中隊長の白相定男大尉が指揮を執った。
1940年6月、横須賀空付。実験中の十二試艦上戦闘機（零戦）で一個分隊を編成し、できるだけ早く中支戦線の漢口基地に進出せよという命令を受けて、マニュアルの作成から担当した。7月、十二空分隊長。十二試艦戦は慣熟飛行で不具合も多く、漢口進出の催促を受けたが、トラブルの未解決を力説し、機体と発動機の担当者を同行して横山以下6機が7月21日に進出。横山によれば、現地司令部の山口多聞、大西瀧治郎から十二試による敵本拠地の敵戦闘機撃滅を命じられた際に、機体の問題が解決するまでの猶予を求め、「貴様は命が惜しいのか」と急き立てられたが、「今から考えてみるとこの私の抵抗が零戦の立派な誕生をもたらしたものといささか自負している」という。
漢口進出後、12空の零戦搭乗員は、横山ら横空から空輸してきたA班（10名）、漢口基地から選抜された進藤三郎大尉らB班（12名）に分けられた。両班の指揮官はどちらが先に戦果を挙げるかで先陣争いを起こしており、横山も零戦に関しては一日の長があると主張して譲らなかった。
8月19日、横山率いるA班12機は陸攻54機の護衛で重慶に向かったが、中国空軍は戦闘機隊との交戦を避けていたため会敵せず、零戦の初戦果は9月13日の「壁山空戦（中国名）」でB班に奪われてしまった。
10月4日、A班を中心とする零戦8機を率いて陸攻27機を護衛しつつ、第一次成都攻撃を敢行。その3日前から極秘に搭乗員を集め、燃料ぎりぎりまで粘って陽動、進出を繰り返して敵機をおびき寄せて極力空中にて補足、それでも敵機が来ないときは低空銃撃を敢行する事、などを計画した。また、B班の岩井勉から血判状とともに戦闘への参加をせがまれたが、「お前は重慶でよいことをしておきながら、また成都に行かせろとはあまり厚かましすぎるぞ。冷や飯を食った連中に譲ってやれ」と拒んだ。
当日、第2編隊の東山市郎空曹長、羽切松雄一空曹、中瀬正幸一空曹、大石英男二空曹の4機は、前日に4人で極秘に計画した案により、大平寺飛行場に強行着陸を敢行、敵地上部隊の銃撃に遭遇しながらも地上機に放火した。横山も東山から事前に計画の相談を受けていたと思われ、低空銃撃ののちも残敵ある場合の最終手段として第2編隊が強行着陸し、その間第1編隊は支援を行う事とし、東山らにマッチ、ぼろきれ、拳銃を用意させていた。この日、部隊では撃墜6機（I-16 5機、SB1機）、地上炎上19機を報告した。漢口基地に帰還後、司令・長谷川喜一大佐に報告した横山は「指揮官たる者の思慮が足りない！　敵飛行場に着陸するなど戦術にあらず、蛮勇である！」との叱責を受けたが、「『撃滅せよ』との命令を果たそうとしたまで。部下たちの行動の全責任は、指揮官たる私にあります」と答えた。10月31日、壁山での進藤大尉の初空戦の功績と合わせ、支那方面艦隊司令長官・嶋田繁太郎中将より感状が授与された。
1941年3月上旬、再度成都攻撃を命じられ、宜昌飛行場（第21基地）に進出。14日、2個中隊零戦12機を率い出撃した。第2中隊（長：蓮尾隆市中尉）は分離し鳳凰山方面に向かったため、第1中隊6機を率いて新津飛行場を偵察したが、工事中であったため機影なく、双流飛行場、太平寺飛行場を偵察するも同じく敵機を確認できなかった。再度双流飛行場に戻ると、四方の民家に偽装するI-15bis、I-16群を発見、第1中隊第1小隊2番機の有田位紀三空曹と降下し、西方民家に偽装するI-15を共同で銃撃炎上させたのち、北方民家に偽装するI-15を同じく共同で大破させた。その後、第3大隊および第5大隊のI-153 31機と会敵、第2中隊も加わり混戦となる。横山は1機に銃撃を加えたのちは上空に避退し、以後支援警戒につとめた。この日、部隊では27機撃墜（うち不確実3）（中国側の記録では10機被撃墜、7機損傷、第5大隊大隊長黄新瑞少校、副大隊長岑沢鎏少校、第3大隊第28中隊長周霊虚上尉、第5大隊第17中隊隊員林恒少尉（林徽因の弟）ら8人が死亡）、地上炎上・大破7機、軍用車1両破壊を報告した。
8月、三空飛行隊長兼分隊長。12月、太平洋戦争勃発。開戦時はフィリピン空襲に参加。最初は空母を使用する作戦だったが、横山は日中戦争で零戦が遠距離空襲に成功した経験から、台湾から出撃が可能であり、着艦訓練の余裕もないので空母の使用をやめるように上申して採用された。1942年4月、大分空飛行隊長。1943年4月二〇四空飛行隊長。5月、第十一航空艦隊参謀。9月、26航戦参謀。1944年3月、横須賀空付。6月筑波空飛行長。1945年5月、二〇三空飛行長。
1945年8月、築城基地で終戦を迎える。
1954年、航空自衛隊発足と同時に入隊。第1航空団副司令、中部航空方面隊司令部幕僚長、第7航空団司令を歴任。
1964年、退職。
1981年3月、死去。

## 著書
- 横山保『あゝ零戦一代―零戦隊空戦始末記』光人社NF文庫